# Западноафричка шимпанза
Западноафричка шимпанза (Pan troglodytes verus) је подврста обичне шимпанзе, врсте примата (Primates) из породице великих човеколиких мајмуна (Hominidae). 

## Распрострањење
Подврста је присутна у Буркини Фасо, Гани, Гвинеји Бисао, Либерији, Малију, Обали Слоноваче, Сенегалу и Сијера Леонеу.

## Станиште
Западноафричка шимпанза има станиште на копну.

## Угроженост
Ова подврста се сматра угроженом.

### Популациони тренд
Популација ове подврсте се смањује, судећи по расположивим подацима.